# Robert Alan Aurthur
Robert Alan Aurthur (10 de juny de 1922 – Nova York, 20 de novembre 1978) va ser un guionista, director i productor de cinema estatunidenc.

## Primers anys
Es va criar a Freeport, va ser estudiant premeditat a la Universitat de Pennsilvània. Una vegada que va esclatar la Segona Guerra Mundial, va marxar per unir-se als marines.

## Televisió
En els primers anys de la televisió, va escriure per a Studio One després va escriure episodis de Mister Peepers (1952–53). Va escriure peces de televisió èr Campbell Playhouse (1954), Justice (1954), Goodyear Television Playhouse (1953–54) i Producers' Showcase (1955). Una de les seves quatre obres de 1951-55 per a Philco Television Playhouse va ser la nominada als Emmy A Man Is Ten Feet Tall (1955), amb Don Murray i Sidney Poitier, que va ser adaptada dos anys després com a pel·lícula teatral, Edge of the City (1957) amb Poitier i John Cassavetes.
Va escriure dues teleobrse per Playhouse 90. Una d'elles, A Sound of Different Drummers (3 d'octubre de 1957), era tan semblant a Fahrenheit 451 de Ray Bradbury que aquest el va demandar.
Aurthur apareix amb Merle Miller en un documental de David Susskind de 2012 sobre el president Truman titulat Give 'em Hell, Harry, afirmant: "Entrar en un Howard Johnson va ser prou dolent, però amb un president!" Van discutir amb George Marshall, Dwight Eisenhower, i Richard Nixon, així com les seves observacions sobre el respecte de Truman per Marshall.

## Pel·lícules
Després de 1957, va continuar escrivint guions. Va ser un dels guionistes de Spring Reunion (1957), smn un notable darrer paper de Betty Hutton, seguit de Warlock (1959), i la seva anterior associació amb Cassavetes va conduir a contribucions de guió al debut en la direcció de l'actor amb Shadows (1959). Després d'una contribució no acreditada a Lilith (1964), va escriure el guió de Grand Prix (1966) de John Frankenheimer.
Va escriure i dirigir The Lost Man (1969) sobre un militant negre (Sidney Poitier). També va escriure i produir All That Jazz (1979), va rebre dues nominacions pòstumes a l'Acadèmia.

## Vida personal
Aurthur va servir al Cos de Marina dels Estats Units durant la Segona Guerra Mundial. Va ser el primer marit de l'actriu Beatrice Arthur, que també va servir als Marines; es van divorciar el 1950 i no van tenir fills. Va utilitzar una variació del seu cognom com a nom professional.

## Mort
Aurthur va morir de càncer de pulmó a la ciutat de Nova York, amb 56 anys.